# Anton Drexler
Anton Drexler (Múnich, 13 de junio de 1884–ibídem, 24 de febrero de 1942) fue un político alemán, líder del Partido Obrero Alemán (DAP), posteriormente renombrado por el Partido Nacionalsocialista Obrero Alemán. Fue mentor político de Adolf Hitler durante sus primeros años.

## Biografía

### Primeros años e ingreso a la política
Nacido en Múnich, Drexler fue mecánico antes de trabajar como ferroviario en Berlín. Durante la Primera Guerra Mundial fue rechazado por cuestiones de salud para realizar el servicio militar. Fue entonces cuando se unió al Deutsche Vaterlandspartei y se dedicó a las actividades de agitación política entre los trabajadores. En marzo de 1918 fundó el llamado "Comité de Trabajadores Libres para una Buena Paz", opuesto tanto al capitalismo como al comunismo. Unos meses después, en octubre de 1918 creó el Círculo Político de Trabajadores (Politischer Arbeiterzirkel) junto a un miembro de la Sociedad Thule, el periodista Karl Harrer. 
Nuevamente junto a Harrer, a comienzos de 1919 fundó otro movimiento nacionalista völkisch llamado Partido Obrero Alemán (DAP). El nuevo partido fue fundado en el hotel Fürstenfelder Hof de Múnich, el 5 de enero de 1919. Este grupo tenía cerca de cuarenta miembros, pero Drexler solo se reunía con un pequeño grupo de ellos. Anton Drexler fue el autor del folleto Mi despertar político, el cual leyó Adolf Hitler una madrugada en Múnich después de asistir a una reunión del DAP. Drexler quedó impresionado por la capacidad oratoria de Hitler, y lo invitó a unirse al partido, cosa que Hitler finalmente hizo.
Además del DAP, Drexler también participó en varios movimientos de tipo völkisch y en la Sociedad Thule. 

### Dentro del Partido nazi
Tras la entrada de Hitler, en los siguientes meses el partido sufrió un fuerte ascenso en su militancia y popularidad. A comienzos de 1921 ya se había convertido en el líder indiscutible. Drexler y otros líderes del DAP decidieron cambiar el nombre de la formación política por el de Partido Nacionalsocialista Obrero Alemán (NSDAP) el 24 de febrero de 1920, el mismo día en que fueron leídos por primera vez los 25 puntos del programa del Partido Nazi, de los cuales Drexler fue coautor junto a Hitler. 
En junio de 1921 estalló una revuelta interna después de que una parte de la dirección del NSDAP intentara forzar una unión con el derechista Partido Socialista Alemán (DSP). Hitler, que se encontraba de viaje en Berlín, volvió rápidamente a Múnich y amenazó con renunciar a todos sus puestos; los miembros del comité de dirección sabían que esto significaría en la práctica la extinción del partido. Hitler finalmente permaneció en el NSDAP a condición de que Drexler dimitiera de la dirección. Drexler quedó entonces relegado a una posición puramente simbólica como "presidente honorario", y acabó abandonando el partido en 1923.
Su membresía en el NSDAP concluyó cuando éste fue temporalmente prohibido tras el intento de golpe de Estado de noviembre de 1923, en el que Drexler no participó. Posteriormente Drexler fue elegido para el parlamento de Baviera en 1924 como miembro de otro partido ultraderechista del que fue vicepresidente hasta 1928, y ni siquiera tomó parte en la refundación del NSDAP en 1925. Solo se volvió a unir al partido en 1933, después de que los nazis tomaran el poder; allí ocasionalmente fue utilizado como un elemento propagandístico y hasta se le otorgó en 1937 la Orden de la Sangre como "veterano" del primitivo NSDAP, pero su afiliación no significó que ocupase algún puesto político, y fue mantenido lejos de la vista del público. Drexler murió tras larga enfermedad en el anonimato en Múnich, en febrero de 1942.